# Worlds Collide (2019)
Worlds Collide – turniej wrestlingu wyprodukowany przez federację WWE dla brandów 205 Live, NXT i NXT UK, który był emitowany na WWE Network. Pierwsza runda i ćwierćfinał turnieju odbył się 26 stycznia 2019, zaś finał odbył się 27 stycznia 2019 w Phoenix Convention Center w Phoenix w stanie Arizona. Turniej został wyemitowany 2 lutego.
W turnieju wzięło udział 15 mężczyzn po 5 wrestlerów z 205 Live, NXT i NXT UK. Zwycięzca turnieju otrzymał przyszłą walkę o wybrane przez siebie mistrzostwo. Turniej zwyciężył Velveteen Dream, który zdecydował się zmierzyć się z Johnnym Gargano o NXT North American Championship.

## Produkcja
Na początku stycznia 2019 WWE ogłosiło, że odbędzie się turniej międzybrandowy, który odbędzie się w weekend tegorocznego pay-per-view Royal Rumble i będzie transmitowany w WWE Network. Turniej był dwudniowym wydarzeniem, które odbyło się 26 i 27 stycznia w Phoenix Convention Center w Phoenix w Arizonie i wyemitowano z opóźnieniem 2 lutego. Turniej był 15-osobowy w systemie pojedynczej eliminacji, zwanym Worlds Collide Tournament, który został równo podzielony między wrestlerów z brandów NXT, NXT UK i 205 Live. Zwycięzca turnieju otrzymał przyszłą walkę o wybrane przez siebie mistrzostwo, z możliwością wyboru: NXT Championship, NXT North American Championship, WWE United Kingdom Championship oraz WWE Cruiserweight Championship (ta ostatnia opcja jest dostępna tylko wtedy, gdy zwycięzca mieścił się w limicie wagi 205 funtów).
10 stycznia ogłoszono 15-osobowy Battle Royal. Kolejność eliminacji w Battle Royal decydowała o walkach pierwszej rundy turnieju Worlds Collide. Zwycięzca Battle Royalu od razu znalazł się w drugiej rundzie turnieju.

## Lista uczestników
– członek brandu 205 Live
    – członek brandu NXT
    – członek brandu NXT UK
| Wrestler          | Data             |
| ----------------- | ---------------- |
| Adam Cole         | 10 stycznia 2019 |
| Velveteen Dream   | 10 stycznia 2019 |
| Dominik Dijakovic | 10 stycznia 2019 |
| Keith Lee         | 10 stycznia 2019 |
| Shane Thorne      | 22 stycznia 2019 |
| Mark Andrews      | 10 stycznia 2019 |
| Tyler Bate        | 10 stycznia 2019 |
| Travis Banks      | 10 stycznia 2019 |
| Jordan Devlin     | 10 stycznia 2019 |
| Zack Gibson       | 10 stycznia 2019 |
| Cedric Alexander  | 10 stycznia 2019 |
| Tony Nese         | 10 stycznia 2019 |
| Drew Gulak        | 10 stycznia 2019 |
| TJP               | 10 stycznia 2019 |
| Humberto Carrillo | 15 stycznia 2019 |

## Drabinka turnieju
|  |                                                                         |                                                                         |                 |       |                                                                       |                                                                       |  |  |                                                                    |                                                                    |  |  |                                                                |                                                                |
|  | Pierwsza runda Royal Rumble Axxess 26 stycznia (wyemitowano 2 stycznia) | Pierwsza runda Royal Rumble Axxess 26 stycznia (wyemitowano 2 stycznia) |                 |       | Ćwierćfinały Royal Rumble Axxess 26 stycznia (wyemitowano 2 stycznia) | Ćwierćfinały Royal Rumble Axxess 26 stycznia (wyemitowano 2 stycznia) |  |  | Półfinały Royal Rumble Axxess 27 stycznia (wyemitowano 2 stycznia) | Półfinały Royal Rumble Axxess 27 stycznia (wyemitowano 2 stycznia) |  |  | Finał Royal Rumble Axxess 27 stycznia (wyemitowano 2 stycznia) | Finał Royal Rumble Axxess 27 stycznia (wyemitowano 2 stycznia) |
|  | Pierwsza runda Royal Rumble Axxess 26 stycznia (wyemitowano 2 stycznia) | Pierwsza runda Royal Rumble Axxess 26 stycznia (wyemitowano 2 stycznia) |                 |       | Ćwierćfinały Royal Rumble Axxess 26 stycznia (wyemitowano 2 stycznia) | Ćwierćfinały Royal Rumble Axxess 26 stycznia (wyemitowano 2 stycznia) |  |  | Półfinały Royal Rumble Axxess 27 stycznia (wyemitowano 2 stycznia) | Półfinały Royal Rumble Axxess 27 stycznia (wyemitowano 2 stycznia) |  |  | Finał Royal Rumble Axxess 27 stycznia (wyemitowano 2 stycznia) | Finał Royal Rumble Axxess 27 stycznia (wyemitowano 2 stycznia) |
|  |                                                                         |                                                                         |                 |       |                                                                       |                                                                       |  |  |                                                                    |                                                                    |  |  |                                                                |                                                                |
|  |                                                                         |                                                                         |                 |       |                                                                       |                                                                       |  |  |                                                                    |                                                                    |  |  |                                                                |                                                                |
|  |                                                                         |                                                                         |                 |       |                                                                       |                                                                       |  |  |                                                                    |                                                                    |  |  |                                                                |                                                                |
|  |                                                                         |                                                                         |                 |       |                                                                       |                                                                       |  |  |                                                                    |                                                                    |  |  |                                                                |                                                                |
|  |                                                                         |                                                                         |                 |       |                                                                       |                                                                       |  |  |                                                                    |                                                                    |  |  |                                                                |                                                                |
|  | Jordan Devlin                                                           | Win                                                                     |                 |       |                                                                       |                                                                       |  |  |                                                                    |                                                                    |  |  |                                                                |                                                                |
|  | Jordan Devlin                                                           | Win                                                                     |                 |       |                                                                       |                                                                       |  |  |                                                                    |                                                                    |  |  |                                                                |                                                                |
|  |                                                                         |                                                                         | Drew Gulak      | 11:43 |                                                                       |                                                                       |  |  |                                                                    |                                                                    |  |  |                                                                |                                                                |
|  | Drew Gulak                                                              | Win                                                                     | Drew Gulak      | 11:43 |                                                                       |                                                                       |  |  |                                                                    |                                                                    |  |  |                                                                |                                                                |
|  | Drew Gulak                                                              | Win                                                                     |                 |       |                                                                       |                                                                       |  |  |                                                                    |                                                                    |  |  |                                                                |                                                                |
|  | Mark Andrews                                                            | 8:29                                                                    |                 |       |                                                                       |                                                                       |  |  |                                                                    |                                                                    |  |  |                                                                |                                                                |
|  | Mark Andrews                                                            | 8:29                                                                    |                 |       | Jordan Devlin                                                         | 12:23                                                                 |  |  |                                                                    |                                                                    |  |  |                                                                |                                                                |
|  |                                                                         |                                                                         |                 |       |                                                                       |                                                                       |  |  |                                                                    |                                                                    |  |  |                                                                |                                                                |
|  |                                                                         |                                                                         | Velveteen Dream | Win   |                                                                       |                                                                       |  |  |                                                                    |                                                                    |  |  |                                                                |                                                                |
|  | Humberto Carrillo                                                       | Win                                                                     | Velveteen Dream | Win   |                                                                       |                                                                       |  |  |                                                                    |                                                                    |  |  |                                                                |                                                                |
|  | Humberto Carrillo                                                       | Win                                                                     |                 |       |                                                                       |                                                                       |  |  |                                                                    |                                                                    |  |  |                                                                |                                                                |
|  | Zack Gibson                                                             | 6:18                                                                    |                 |       |                                                                       |                                                                       |  |  |                                                                    |                                                                    |  |  |                                                                |                                                                |
|  | Zack Gibson                                                             | 6:18                                                                    |                 |       | Humberto Carrillo                                                     | 11:23                                                                 |  |  |                                                                    |                                                                    |  |  |                                                                |                                                                |
|  |                                                                         |                                                                         |                 |       | Humberto Carrillo                                                     | 11:23                                                                 |  |  |                                                                    |                                                                    |  |  |                                                                |                                                                |
|  |                                                                         |                                                                         | Velveteen Dream | Win   |                                                                       |                                                                       |  |  |                                                                    |                                                                    |  |  |                                                                |                                                                |
|  | Velveteen Dream                                                         | Win                                                                     | Velveteen Dream | Win   |                                                                       |                                                                       |  |  |                                                                    |                                                                    |  |  |                                                                |                                                                |
|  | Velveteen Dream                                                         | Win                                                                     |                 |       |                                                                       |                                                                       |  |  |                                                                    |                                                                    |  |  |                                                                |                                                                |
|  | Tony Nese                                                               | 9:05                                                                    |                 |       |                                                                       |                                                                       |  |  |                                                                    |                                                                    |  |  |                                                                |                                                                |
|  | Tony Nese                                                               | 9:05                                                                    |                 |       | Velveteen Dream                                                       | Win                                                                   |  |  |                                                                    |                                                                    |  |  |                                                                |                                                                |
|  |                                                                         |                                                                         |                 |       |                                                                       |                                                                       |  |  |                                                                    |                                                                    |  |  |                                                                |                                                                |
|  |                                                                         |                                                                         | Tyler Bate      | 16:09 |                                                                       |                                                                       |  |  |                                                                    |                                                                    |  |  |                                                                |                                                                |
|  | Adam Cole                                                               | Win                                                                     | Tyler Bate      | 16:09 |                                                                       |                                                                       |  |  |                                                                    |                                                                    |  |  |                                                                |                                                                |
|  | Adam Cole                                                               | Win                                                                     |                 |       |                                                                       |                                                                       |  |  |                                                                    |                                                                    |  |  |                                                                |                                                                |
|  | Shane Thorne                                                            | 11:10                                                                   |                 |       |                                                                       |                                                                       |  |  |                                                                    |                                                                    |  |  |                                                                |                                                                |
|  | Shane Thorne                                                            | 11:10                                                                   |                 |       | Adam Cole                                                             | Win                                                                   |  |  |                                                                    |                                                                    |  |  |                                                                |                                                                |
|  |                                                                         |                                                                         |                 |       | Adam Cole                                                             | Win                                                                   |  |  |                                                                    |                                                                    |  |  |                                                                |                                                                |
|  |                                                                         |                                                                         | Keith Lee       | 10:24 |                                                                       |                                                                       |  |  |                                                                    |                                                                    |  |  |                                                                |                                                                |
|  | Travis Banks                                                            | 5:06                                                                    | Keith Lee       | 10:24 |                                                                       |                                                                       |  |  |                                                                    |                                                                    |  |  |                                                                |                                                                |
|  | Travis Banks                                                            | 5:06                                                                    |                 |       |                                                                       |                                                                       |  |  |                                                                    |                                                                    |  |  |                                                                |                                                                |
|  | Keith Lee                                                               | Win                                                                     |                 |       |                                                                       |                                                                       |  |  |                                                                    |                                                                    |  |  |                                                                |                                                                |
|  | Keith Lee                                                               | Win                                                                     |                 |       | Adam Cole                                                             | 10:30                                                                 |  |  |                                                                    |                                                                    |  |  |                                                                |                                                                |
|  |                                                                         |                                                                         |                 |       |                                                                       |                                                                       |  |  |                                                                    |                                                                    |  |  |                                                                |                                                                |
|  |                                                                         |                                                                         | Tyler Bate      | Win   |                                                                       |                                                                       |  |  |                                                                    |                                                                    |  |  |                                                                |                                                                |
|  | TJP                                                                     | 8:57                                                                    | Tyler Bate      | Win   |                                                                       |                                                                       |  |  |                                                                    |                                                                    |  |  |                                                                |                                                                |
|  | TJP                                                                     | 8:57                                                                    |                 |       |                                                                       |                                                                       |  |  |                                                                    |                                                                    |  |  |                                                                |                                                                |
|  | Dominik Dijakovic                                                       | Win                                                                     |                 |       |                                                                       |                                                                       |  |  |                                                                    |                                                                    |  |  |                                                                |                                                                |
|  | Dominik Dijakovic                                                       | Win                                                                     |                 |       | Dominik Dijakovic                                                     | 9:23                                                                  |  |  |                                                                    |                                                                    |  |  |                                                                |                                                                |
|  |                                                                         |                                                                         |                 |       | Dominik Dijakovic                                                     | 9:23                                                                  |  |  |                                                                    |                                                                    |  |  |                                                                |                                                                |
|  |                                                                         |                                                                         | Tyler Bate      | Win   |                                                                       |                                                                       |  |  |                                                                    |                                                                    |  |  |                                                                |                                                                |
|  | Tyler Bate                                                              | Win                                                                     | Tyler Bate      | Win   |                                                                       |                                                                       |  |  |                                                                    |                                                                    |  |  |                                                                |                                                                |
|  | Tyler Bate                                                              | Win                                                                     |                 |       |                                                                       |                                                                       |  |  |                                                                    |                                                                    |  |  |                                                                |                                                                |
|  | Cedric Alexander                                                        | 10:37                                                                   |                 |       |                                                                       |                                                                       |  |  |                                                                    |                                                                    |  |  |                                                                |                                                                |
|  | Cedric Alexander                                                        | 10:37                                                                   |                 |       |                                                                       |                                                                       |  |  |                                                                    |                                                                    |  |  |                                                                |                                                                |

## Wyniki walk

### 26 stycznia
| Nr                                                                                    | Wyniki | Stypulacje                                                                   | Czas  |
| ------------------------------------------------------------------------------------- | --- | ---------------------------------------------------------------------------- | ----- |
| 1D                                                                                    | Flash Morgan Webster pokonał Jamesa Drake’a | Singles match                                                                | -     |
| 2                                                                                     | Jordan Devlin pokonał Adama Cole’a, Cedrica Alexandra, Dominika Dijakovica, Drew Gulaka, Humberto Carrillo, Keitha Lee, Marka Andrewsa, Shane’a Thorne’a, TJP, Tony’ego Nese’ego, Travisa Banksa, Tylera Bate’a, Velveteena Dreama i Zacka Gibsona | 15-osobowy Battle Royal do rozstrzygnięcia walk w pierwszej rundzie turnieju | 19:29 |
| 3                                                                                     | Drew Gulak pokonał Marka Andrewsa | Pierwsza runda turnieju Worlds Collide                                       | 8:57  |
| 4                                                                                     | Dominik Dijakovic pokonał TJP | Pierwsza runda turnieju Worlds Collide                                       | 11:00 |
| 5                                                                                     | Keith Lee pokonał Travisa Banksa | Pierwsza runda turnieju Worlds Collide                                       | 5:06  |
| 6                                                                                     | Humberto Carrillo pokonał Zacka Gibsona | Pierwsza runda turnieju Worlds Collide                                       | 6:18  |
| 7                                                                                     | Velveteen Dream pokonał Tony’ego Nese’a | Pierwsza runda turnieju Worlds Collide                                       | 9:05  |
| 8                                                                                     | Adam Cole pokonał Shane’a Thorne’a | Pierwsza runda turnieju Worlds Collide                                       | 11:10 |
| 9                                                                                     | Tyler Bate pokonał Cedrica Alexandera | Pierwsza runda turnieju Worlds Collide                                       | 10:37 |
| 10D                                                                                   | Walter pokonał Danny’ego Burcha | Singles match                                                                | -     |
| 11                                                                                    | Jordan Devlin pokonał Drew Gulaka | Ćwierćfinał turnieju Worlds Collide                                          | 11:43 |
| 12                                                                                    | Velveteen Dream pokonał Humberto Carrillo | Ćwierćfinał turnieju Worlds Collide                                          | 11:23 |
| 13                                                                                    | Adam Cole pokonał Keitha Lee | Ćwierćfinał turnieju Worlds Collide                                          | 10:24 |
| 14                                                                                    | Tyler Bate pokonał Dominika Dijakovica | Ćwierćfinał turnieju Worlds Collide                                          | 9:23  |
| (c) – mistrz/mistrzyni przed walkąD – walka była dark matchem (nietransmitowana w TV) | |                                                                              |       |

### 27 stycznia
| Nr                                                                                    | Wyniki                                                                                          | Stypulacje                       | Czas  |
| ------------------------------------------------------------------------------------- | ----------------------------------------------------------------------------------------------- | -------------------------------- | ----- |
| 1D                                                                                    | Candice LeRae pokonała Xię Li                                                                   | Singles match                    | -     |
| 2D                                                                                    | Fabian Aichner pokonał Ligero                                                                   | Singles match                    | -     |
| 3                                                                                     | Tyler Bate pokonał Adama Cole’a                                                                 | Półfinał turnieju Worlds Collide | 10:30 |
| 4                                                                                     | Velveteen Dream pokonał Jordana Devlina                                                         | Półfinał turnieju Worlds Collide | 12:23 |
| 5D                                                                                    | Mia Yim i Taynara Conti pokonały Chelsea Green i Vanessę Borne                                  | Tag Team match                   | -     |
| 6D                                                                                    | Trent Seven pokonał Gentleman Jacka Gallaghera                                                  | Singles match                    | 10:00 |
| 7D                                                                                    | The Coffey Brothers (Joe Coffey i Mark Coffey) pokonał Marka Andrewsa i Flasha Morgana Webstera | Tag Team match                   | -     |
| 8D                                                                                    | Walter pokonał Kassiusa Ohno                                                                    | Singles match                    | -     |
| 9D                                                                                    | James Drake i Zack Gibson pokonali Danny’ego Burcha i Oneya Lorcana                             | Tag Team match                   | -     |
| 10                                                                                    | Velveteen Dream pokonał Tylera Bate’a                                                           | Finał turnieju Worlds Collide    | 16:09 |
| (c) – mistrz/mistrzyni przed walkąD – walka była dark matchem (nietransmitowana w TV) |                                                                                                 |                                  |       |